# Brachyloma ciliatum
Brachyloma ciliatum là một loài thực vật có hoa trong họ Thạch nam. Loài này được (R.Br.) Benth. mô tả khoa học đầu tiên năm 1868.